# Panorámica cinematográfica

Representación animada del movimiento de una panorámica horizontal

En cine, una panorámica es un movimiento de imagen que consiste en hacer rotar la cámara sobre su propio eje (horizontal, vertical o diagonal), sin desplazarla de lugar. Suele realizarse apoyando la cámara sobre un trípode o haciéndola rotar directamente a mano. Las panorámicas pueden describir un lugar estático o seguir un personaje durante una trayectoria, y su función principal es relacionar elementos dentro de un mismo plano, que se encuentran, o bien dentro del mismo campo o en un fuera de campo inmediato. En una película, narrativamente hablando, las panorámicas pueden ejercer funciones descriptivas (describiendo un espacio o un personaje), de acompañamiento (siguiendo a un elemento en movimiento) o de relación (cuando se quiere asociar a más de un personaje).
Una panorámica siempre tiene que iniciar con un encuadre fijo y acabar en otro de diferente, de forma que queden tres planos distintos: un encuadre fijo 1, una panorámica y un encuadre fijo 2. Normalmente no acostumbran a exceder de una rotación de 150°, y cuando se hacen diferentes panorámicas continuas la recomendación es seguir la misma dirección en todas, para evitar despistar al espectador y poder dotar la escena de mayor naturalidad. A la hora de grabar panorámicas, al posee un escenario inicial diferente al escenario final, se deben tener en cuenta aspectos como los cambios de luz o foco para evitar problemas técnicos como son el desenfoque o el contraluz.

## Tipo de panorámicas
- Panorámica horizontal: Es la rotación de la cámara de derecha a izquierda o viceversa. Se conoce también con el nombre de "pan". Dentro de las panorámicas horizontales más usadas, encontramos:
  - Panorámica horizontal de seguimiento: Consiste en hacer un seguimiento frontal o lateral de un sujeto en movimiento.
  - Panorámica horizontal de reconocimiento: Es un recorrido lento por un escenario que permite al espectador observar los detalles del escenario.
  - Panorámica horizontal Interrumpida: Consiste en un movimiento largo y suave que se detiene bruscamente para crear una sensación visual de contraste.
- Panorámica vertical: Es la rotación de la cámara de arriba abajo o viceversa. Se conoce también con el nombre inglés de tilt.
- Panorámica sobre su eje óptico: Se conoce con el nombre inglés de roll, y se produce cuando la cámara rota sobre su propio eje de visión siguiendo el movimiento de las agujas del reloj (CW) o yendo en sentido contrario a las manecillas del reloj (ACW o CCW).
- Oblicua: Es el movimiento en diagonal de la cámara, tanto en un sentido como en el otro. Se produce cuando el cabezal del trípode no está nivelado.
- Panorámica circular: Es una panorámica horizontal o vertical que hace un movimiento de 360 grados.
- Barrido: Es una panorámica tan rápida que no deja ver con claridad las imágenes que se recogen en ella. En cine, acostumbra a usarse como transición o como recurso estilístico.